# DDR-Meisterschaften im Feldfaustball 1980
Die DDR-Meisterschaften im Feldfaustball 1980 waren seit 1949 die 31. Austragung der Meisterschaften im Faustball auf dem Feld in der DDR im Jahre 1980.
Die beiden Finalturniere der jeweils vier Oberliga-Erstplatzierten der Frauen und Männer fanden am Sonnabend, 6. September 1980 in Hirschfelde statt.

## Frauen
Abschlusstabelle der Hauptrunde:
| Platz | Mannschaft                 | Punkte | Siege | Remis | Niederlagen | Bälle        | Vorgabezähler |
| 1.    | Chemie Weißwasser (M)      | 26:2   | 13    | –     | 1           | 459:285 +174 | 3             |
| 2.    | Pentacon Dresden           | 24:4   | 12    | –     | 2           | 379:259 +120 | 2             |
| 3.    | TSG Berlin-Oberschöneweide | 14:14  | 7     | –     | 7           | 329:299 0+30 | 1             |
| 4.    | Lok Schwerin               | 14:14  | 7     | –     | 7           | 372:347 0+25 | 0             |
| 5.    | SG Heidenau                | 14:14  | 7     | –     | 7           | 307:335 0-28 | –             |
| 6.    | Lokomotive Schleife        | 12:16  | 6     | –     | 8           | 330:337 00-7 | –             |
| 7.    | Rotation Berlin (N)        | 8:20   | 4     | –     | 10          | 289:403 -114 | –             |
| 8.    | Empor Barby (N)            | 0:28   | –     | –     | 14          | 212:412 -200 | –             |

Empor Barby und Rotation Berlin hatten sich im Kampf um die Plätze für die Oberliga 1981 mit Mannschaften der Bezirksgruppenliga auseinanderzusetzen. Zu diesen zählten die beiden ersten jeder Staffel oder deren Vertreter. Aus der Staffel II waren dies Lok Schwerin II, die als Zweitplatzierte statt des Staffelsiegers Einheit Berliner Bär antraten, und Turbine Potsdam, die als Vierte statt des Staffeldritten Einheit Steremat Berlin berechtigt waren. Die Berliner waren nicht berechtigt, da sie keine Nachwuchsmannschaft melden konnten.
Aus der Staffel III nahm statt des Staffelsiegers SG Görlitz II der Zweitplatzierte HSG TU Dresden an der Aufstiegsrunde teil. Die Mannschaften der Staffel IV, darunter der ehemalige Oberligist Plasttechnik Greiz, verzichteten komplett auf eine Teilnahme.
Aufstiegsrunde: Die Spiele waren gekennzeichnet von widrigen Umständen, aufgrund derer die Zweite von Lokomotive Schwerin chancenlos nur mit vier Spielerinnen antreten konnte und die Spielerinnen von Rotation Berlin zu spät eintrafen und das ausgefallene Spiel gegen TU Dresden mit 0:15 gewertet wurde.
| Platz | Mannschaft             | Punkte           | Bälle Diff.      |
| 1.    | Empor Barby (A)        | 5:1              | 108:89 +19       |
| 2.    | HSG TU Dresden         | 4:2              | 075:70 0+5       |
| 3.    | Rotation Berlin (A)    | 2:4              | 064:69 0-5       |
| 4.    | Lokomotive Schwerin II | 1:5              | 82:101 -19       |
| –     | Turbine Potsdam        | nicht angetreten | nicht angetreten |

Finalturnier:
| Chemie Weißwasser          | – | Lokomotive Schwerin | 33:19        |
| TSG Berlin-Oberschöneweide | – | Pentacon Dresden    | 19:14        |
| Pentacon Dresden           | – | Lokomotive Schwerin | 28:16        |
| TSG Berlin-Oberschöneweide | – | Chemie Weißwasser   | 16:16 (12:9) |
| TSG Berlin-Oberschöneweide | – | Lokomotive Schwerin | 26:17 (11:8) |
| Chemie Weißwasser          | – | Pentacon Dresden    | 24:15 (7:6)  |

Das Kollektiv TSG Berlin-Oberschöneweide von Sektionsleiter Eberhard Werner sorgte in der Finalrunde der vier Oberliga-Erstplatzierten bei der 31. DDR-Meisterschaft im Feldfaustball für eine angenehme Überraschung. Wie schon 1972 in Hirschfelde, gewann die Fünf die Silbermedaille. Obwohl man kein Spiel verlor und dabei dem alten und neuen Meister Chemie Weißwasser ein Remis abtrotzte, reichte es für den Titelverteidiger durch die Vorgabezähler zum Sieg. Die Damen von Chemie Weißwasser wurden ihrer Favoritenrolle gerecht, obwohl die Lausitzerinnen gegen eine großartig spielende TSG Berlin-Oberschöneweide nicht über ein Remis hinauskamen. Es war der vierte Titel für die Wiedemann-Schützlinge aus der Glasmacherstadt.
Abschlusstabelle:
| Platz | Mannschaft                 | Punkte | Vorgabezähler | Gesamt | Bälle/Diff. |
| 1.    | Chemie Weißwasser          | 5:1    | 3             | 8:1    | 73:50 +23   |
| 2.    | TSG Berlin-Oberschöneweide | 5:1    | 1             | 6:1    | 61:47 +14   |
| 3.    | Pentacon Dresden           | 2:4    | 2             | 4:4    | 57:59 0-2   |
| 4.    | Lokomotive Schwerin        | 0:6    | 0             | 0:6    | 52:87 -35   |

Kader der Mannschaften:
|    | BSG Chemie Weißwasser: Ingrid Klei, Ursula Lisk, Gisela Bursch, Gudrun Thomas, Waltraud Steide; Jutta Kolasinski        |
|    | TSG Berlin-Oberschöneweide: Waltraud Goltzsch, Gisela Lemcke, Gudrun Derle, Jutta Gutschmidt, Regina Seitz; Vera Zielke |
|    | Pentacon Dresden: Helga Reinhardt, Brigitte Pünsch, Ursula Neitzel, Christa Fuchs, Gitta Scheithauer; Christa Uhde      |
| 4. | Lok Schwerin: Beate Dreyer, Angela Ewert, Kerstin Preißendörfer, Christiane Ramlow, Heike Brunsberg; Edith Geßner       |

## Männer
Abschlusstabelle der Hauptrunde:
| Pl. | Mannschaft             | Punkte          | Siege           | Remis           | Niederlagen     | Bälle           | Vorgabezähler   |
| 1.  | Chemie Zeitz (M)       | 32:4            | 16              | –               | 2               | 601:405         | 3               |
| 2.  | Lok Dresden            | 30:6            | 15              | –               | 3               | 589:446         | 2               |
| 3.  | ISG Hirschfelde        | 20:16           | 10              | –               | 8               | 550:459 +91     | 1               |
| 4.  | Traktor Bachfeld (N)   | 20:16           | 10              | –               | 8               | 533:499 +34     | 0               |
| 5.  | Einheit Halle          | 20:16           | 10              | –               | 8               | 499:499 0±0     | –               |
| 6.  | Motor Schleusingen     | 19:17           | 9               | 1               | 8               | 488:501         | –               |
| 7.  | Fortschritt Glauchau   | 16:20           | 8               | –               | 10              | 524:518         | –               |
| 8.  | Lokomotive Güstrow (N) | 9:27            | 4               | 1               | 13              | 441:614         | –               |
| 9.  | Fortschritt Walddorf   | 8:28            | 4               | –               | 14              | 457:602         | –               |
| 10. | Rotation Dresden (N)   | 6:30            | 3               | –               | 15              | 443:582         | –               |
| 11. | Plasttechnik Greiz     | disqualifiziert | disqualifiziert | disqualifiziert | disqualifiziert | disqualifiziert | disqualifiziert |

Ab-/Aufstieg:
Die Mannschaften auf den letzten drei Plätzen waren Absteiger in die Liga. Als erste Berliner Männervertretung kam Lok „Erich Steinfurth“ Berlin (Staffel I) auch auf dem Feld in die höchste Klasse. Des Weiteren hatte sich die SG Rüsdorf (Staffel II) qualifiziert, verlor jedoch die Berechtigung an Motor Süd Zwickau, da die Nachwuchsarbeit nicht den Erfordernissen entsprach. Schließlich erreichte auch die Zweite von Lok Dresden den sofortigen Wiederaufstieg.
Finalturnier:
| Chemie Zeitz    | – | Traktor Bachfeld | 35:19 (19:5)  |
| Lok Dresden     | – | ISG Hirschfelde  | 30:28 (16:14) |
| Chemie Zeitz    | – | ISG Hirschfelde  | 24:37 (14:16) |
| Lok Dresden     | – | Traktor Bachfeld | 26:25 (14:13) |
| ISG Hirschfelde | – | Traktor Bachfeld | 33:25 (15:13) |
| Chemie Zeitz    | – | Lok Dresden      | 34:23 (19:11) |

„In Hirschfelde schlägt das Herz des DDR-Faustballs“, betonte der Präsident des Faustballverbandes Prof. Dr. Heinz Frankiewiez zur Eröffnung der traditionellen Finalrunde mit den vier Oberliga-Erstplatzierten, dem Saisonhöhepunkt des Verbandes mit seinen über 9000 Mitgliedern den knapp 5000 Einwohner zählenden Industrieort zwischen Zittau und Görlitz.
Altmeister Chemie Zeitz, der seit 1963 seinen neunten Feldtitel eroberte und dabei fast ständig mit dem gleichen Aufgebot antrat, konnte sich sogar eine klare Niederlage gegen die begeistert angefeuerten, sich großartig steigernden Einheimischen erlauben, war aber im alles entscheidenden Treffen gegen Lok Dresden wieder „voll da“. Die Elbestädter, mehrfach technische und in diesem Duell anfangs auch taktische Mängel offenbarend, mussten allerdings auf ihren vorzüglichen Überschläger verzichten und besaßen dadurch nie eine echte Chance.
Abschlusstabelle:
| Platz | Mannschaft           | Punkte | Vorgabezähler | Gesamt | Bälle/Diff. |
| 1.    | BSG Chemie Zeitz (M) | 4:2    | 3             | 7:2    | 93:79 +14   |
| 2.    | Lokomotive Dresden   | 4:2    | 2             | 6:2    | 79:87 0-8   |
| 3.    | ISG Hirschfelde      | 4:2    | 1             | 5:2    | 98:79 +19   |
| 4.    | BSG Traktor Bachfeld | 0:6    | 0             | 0:6    | 69:94 -25   |

Kader der Mannschaften:
|    | Chemie Zeitz: Wolfgang Ehrlich, Eberhard Gasse, Gunter Knauer, Gerhard Beer, Manfred Meyer; Jochen Klaube                   |
|    | Lokomotive Dresden: Jochen Bitterlich, Volker Kretzschmar, Harald Häser, Detlef Sorge, Manfred Haase; Gerd Weber            |
|    | ISG Hirschfelde: Frank Kothe, Herbert Steudte, Joachim Steudtner, Rainer Ebermann, Gottfried Stelzig; Frieder Steudte       |
| 4. | Traktor Bachfeld: Volker Bischoff, Gernot Lutherdt, Herbert Probst, Jürgen Bischoff, Dieter Steinerstauch; Edgar Bräutigamm |

## Anmerkung
1. 1 2 3 4  Vorgabezähler: Gemäß ihrer Platzierung in der Hauptrunde erhielten die qualifizierten Mannschaften Punkte für die Endrunde. Der Erste erhielt dabei drei Punkte, der Zweitplatzierte zwei, der Dritte noch einen.